# Liceo Rugby Club de Mendoza
Liceo Rugby Club es un club deportivo del distrito de Carrodilla, Luján De Cuyo, Mendoza, Argentina. Es miembro de la Unión de Rugby de Cuyo y su equipo compite en el Torneo Regional del Oeste.

## Historia
Los orígenes del Liceo Rugby Club nacen en el Liceo Militar General Espejo, en dónde se empezó a practicar el rugby en 1948 y se formó un equipo para la práctica de este deporte.En 1971, empezó la práctica del hockey. En 1974 obtienen la personería jurídica para volverse oficialmente un club. En 1985, se constituye la primera sede oficial del club, ubicada en Luzuriaga. En el año 2003 se estrenan nuevas instalaciones en Carrodilla. 

## Rugby
El Liceo Rugby Club es uno de los clubes más destacados de Mendoza, ya que es uno de los más ganadores del Torneo Regional del Oeste, solamente por detrás de Maristas y Los Tordos, y también por su participación en los Torneos del Interior.

## Palmarés
Rugby
Torneo Regional del Oeste: (7) 1985, 1996, 1997, 2009, 2010, 2012 y 2016
Hockey
Torneo Mendocino: Apertura 2021 y Clausura 2022